# Tosal del Rey
El Tosal del Rey (Tossal del Rei o Tossal dels Tres Reis en catalán/valenciano), es una cima de 1350 metros de altura, donde confluyen las tres comunidades peninsulares que constituían la Corona de Aragón, esto es: Aragón por el norte, Cataluña por el este y la Comunidad Valenciana por el sur.

## Situación geográfica
Situada en el seno del macizo montañoso de los Puertos de Tortosa-Beceite, el Tosal colinda con los municipios de Valderrobles en la provincia de Teruel, Cenia en la provincia de Tarragona y Puebla de Benifasar en la provincia de Castellón (concretamente en el parque natural de la Tenencia de Benifasar).
Está cerca del punto más occidental de Cataluña, también en el término de Cenia.
El Tosal representa un macizo de rocas calcáreas de formación muy abrupta.

## Acceso
El mejor acceso se realiza desde la pedanía de Fredes (población perteneciente a la Puebla de Benifasar). A la salida del pueblo se encuentra una pista forestal que nos conduce hasta el Coll dels Tombadors (collado en el que converge un cruce de tres caminos). El camino principal continua hasta la Ermita de San Miguel de Espinalva, desde la cual se accede a la cima del Tosal (donde un montículo de piedras simboliza el punto de encuentro de los territorios peninsulares de la Corona de Aragón:Reino de Aragón, Principado de Cataluña y Reino de Valencia).

## Galería

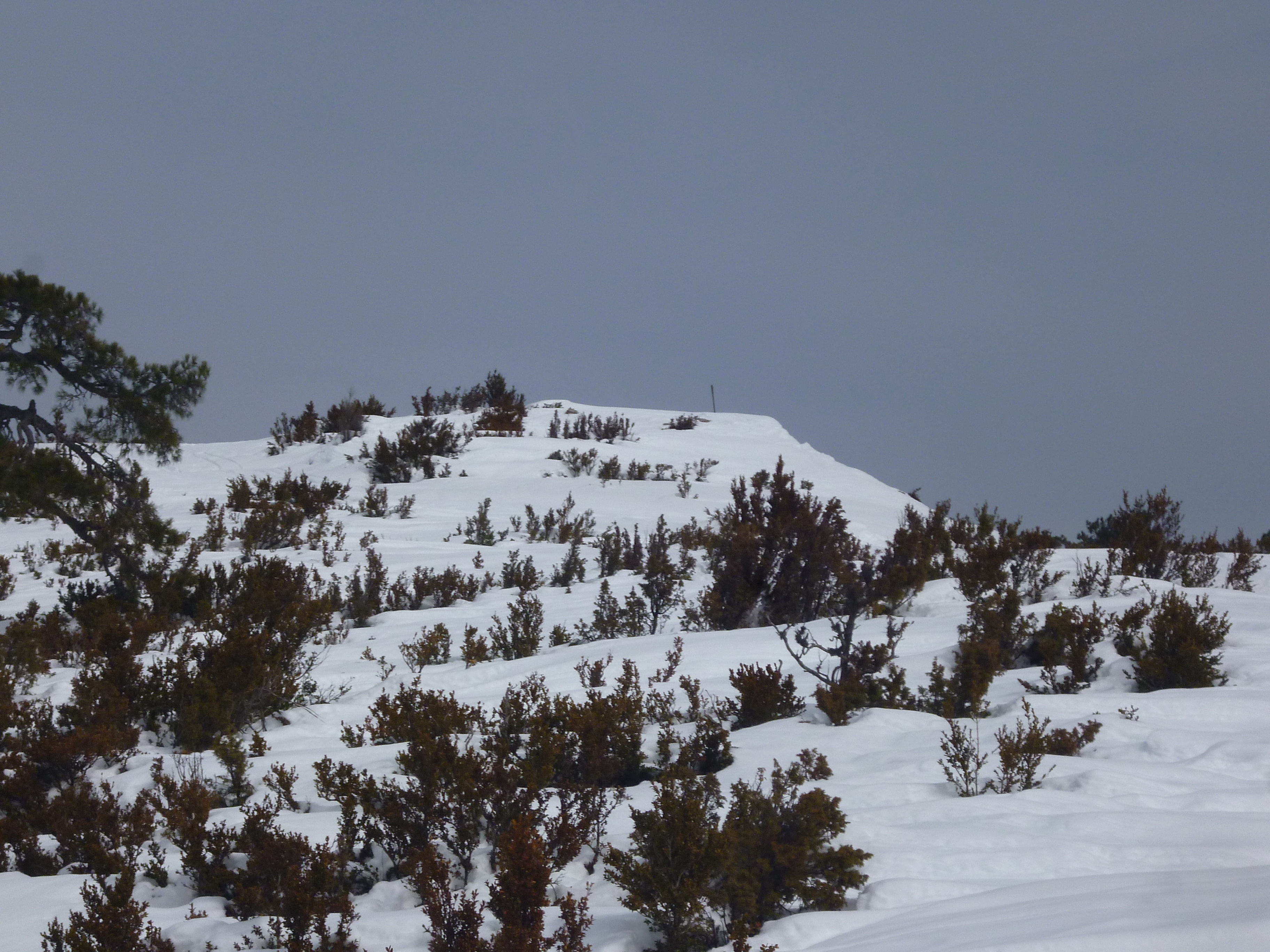
Vista de la montaña cubierta de nieve.